# Belgrád rakpart
A Belgrád rakpart Budapesten, a Duna pesti oldalán húzódik a Széchenyi lánchídtól a Szabadság hídig. A rakpartot az Eötvös tér és az Eskü tér (Március 15. tér.) között 1864–1867, az Eskü tér és a Fővám tér között 1869–1873 között építették ki Reitter Ferenc vezetésével. A rakodóparti szerepét idővel a közte és a Duna közé épített Pesti alsó rakpart vette át.

## Története
A rakpart régi neve Lederer gasse, amit 1807-ben Donau Zeile névre változtattak. Régi magyar neve Duna sor, majd Alsó-Duna sor lett. 1873-ban a Fővárosi Közmunkák Tanácsa a Ferenc József sétány nevet adta neki. A felső szakaszán itt jött létre a Széchenyi lánchíd és a régi Erzsébet híd között a Dunakorzó és a szállodasor. 1900-ra elkészült a Dunakorzó szélén a rakparti villamosviadukt. Később a Kötő (ma Piarista) utca és az Eskü, a mai Március 15. tér közötti szakasza lett a Petőfi tér. A Fővárosi Közmunkák Tanácsa (FKT) – a királyellenes hangulat miatt – 1918. november 30-án a rakpartot megosztotta. Az Eötvös tér–Petőfi tér, valamint az Erzsébet híd közötti szakaszt Petőfi rakpartnak, az Erzsébet híd–Fővám tér közötti szakaszt pedig Kossuth Lajos rakpartnak nevezte el. Ezeket egy év múltán, 1919. december 6-án eltörölték, és visszaállították a Ferenc József rakpart elnevezést. 1948 óta Belgrád rakpart a neve, a középkori pesti városfal Duna-parti déli kijárata, a Belgrádi kapu emlékére. A közösségi közlekedés 1904-ben indult meg a 16-os villamos formájában, amelynek 16A jelzésű betétjáratát 1942-ben számozták át a jelenlegi 2-esre.

## Fontosabb épületei
A rakpart 2-es szám alatti Lenz család bérházat 1938-ban Möller Károly építész Lenz József déligyümölcs-nagykereskedő, kereskedelmi tanácsos megrendelésére tervezte meg. Eredetileg Lenz József apja, Lenz Gyula (1848–1910) és két fivére vásárolta meg az épületet a 19. század végén, és ezzel a Lenz Testvérek déligyümölcs-kereskedő cég tulajdonába került.
A rakpart 5. számú épületének falán a Tengerészek 1919-ben című emlékmű, Szomor László alkotása látható. A ház tervezője Balázs Ernő, az építés éve 1907; a megrendelő bizonyos báró Hammerstein Richárd.
A 17. szám alatti ötszintes bérpalota szintén a báró megrendelésére, ugyancsak Balázs Ernő munkája, amely gondosan alápincézve épült, benne raktárak, kazánház, később óvóhely kapott helyet; két homlokzattal és két bejárattal épült, egyik a Duna felé, másik a Molnár utcára. A ház tulajdonosa amatőr fotós volt, s így tagja az 1899-ben alakult Photo Clubnak, ilyenformán mint lelkes tag és tőkeerős adományozó, bérháza padlását a Club műterme foglalta el. Az illusztris Club, vagyis a Magyar Amateur Fényképezők Országos Egyesülete többek között olyan nagynevű tagokkal büszkélkedett, mint báró Eötvös József, dr. Konkoly Thege Miklós, Hopp Ferenc, id. Xántus János, gróf Teleki Sándor és gróf Esterházy Miklós (1869–1920). Később ebben a lakásban élt Benkő Gyula színművész, akinek emlékét a ház falán tábla is őrzi.
A 24. számú házon Vámbéry Ármin emléktáblája látható.
A 27. számú ház helyén volt a Kalap utca 1. számú épület, amelyben a házon lévő emléktábla szerint 1852. április 21-én megnyílt az első magyarországi bölcsőde.

## Galéria

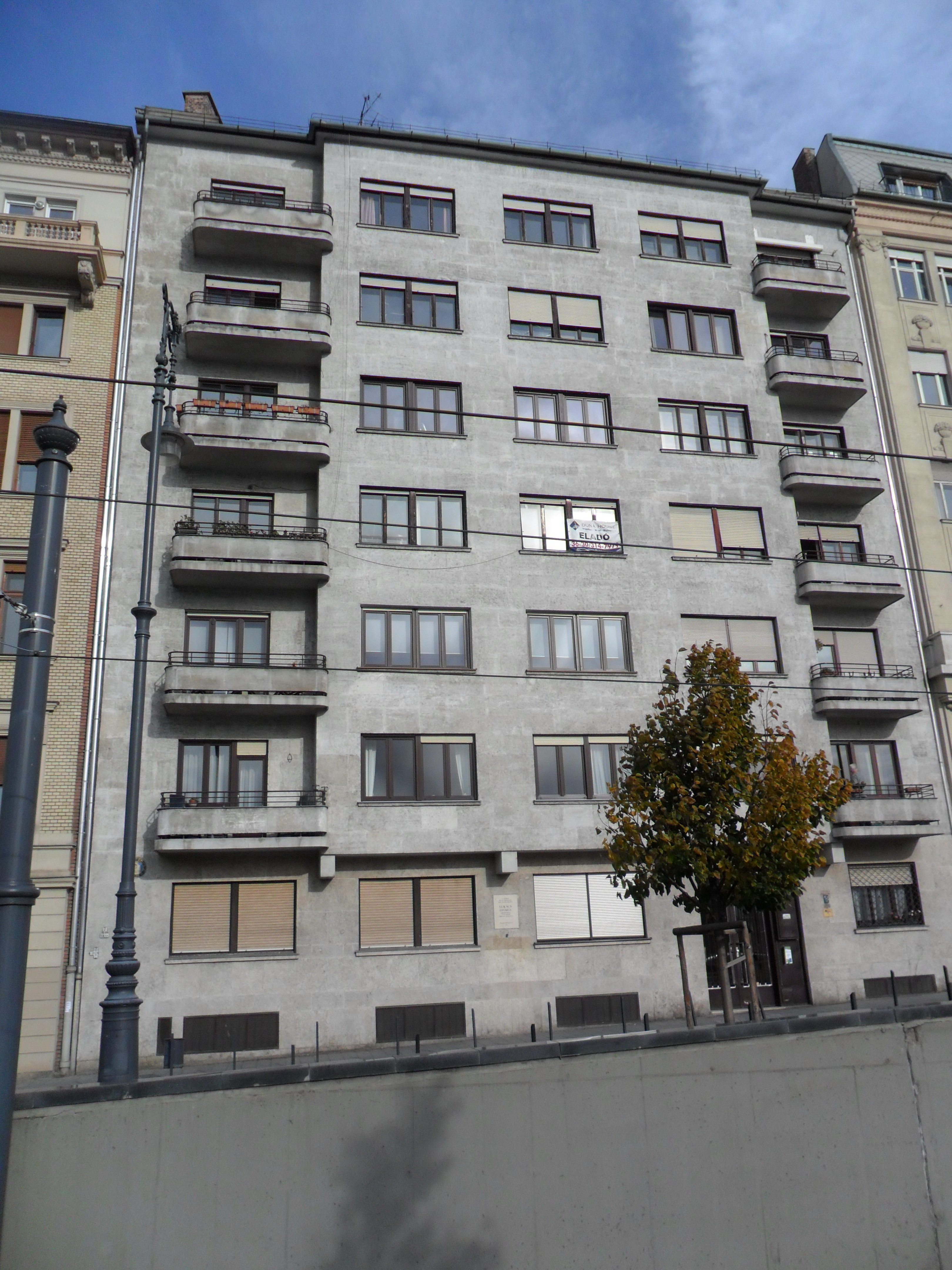
A Belgrád rakpart 2. sz. bérház főhomlokzata
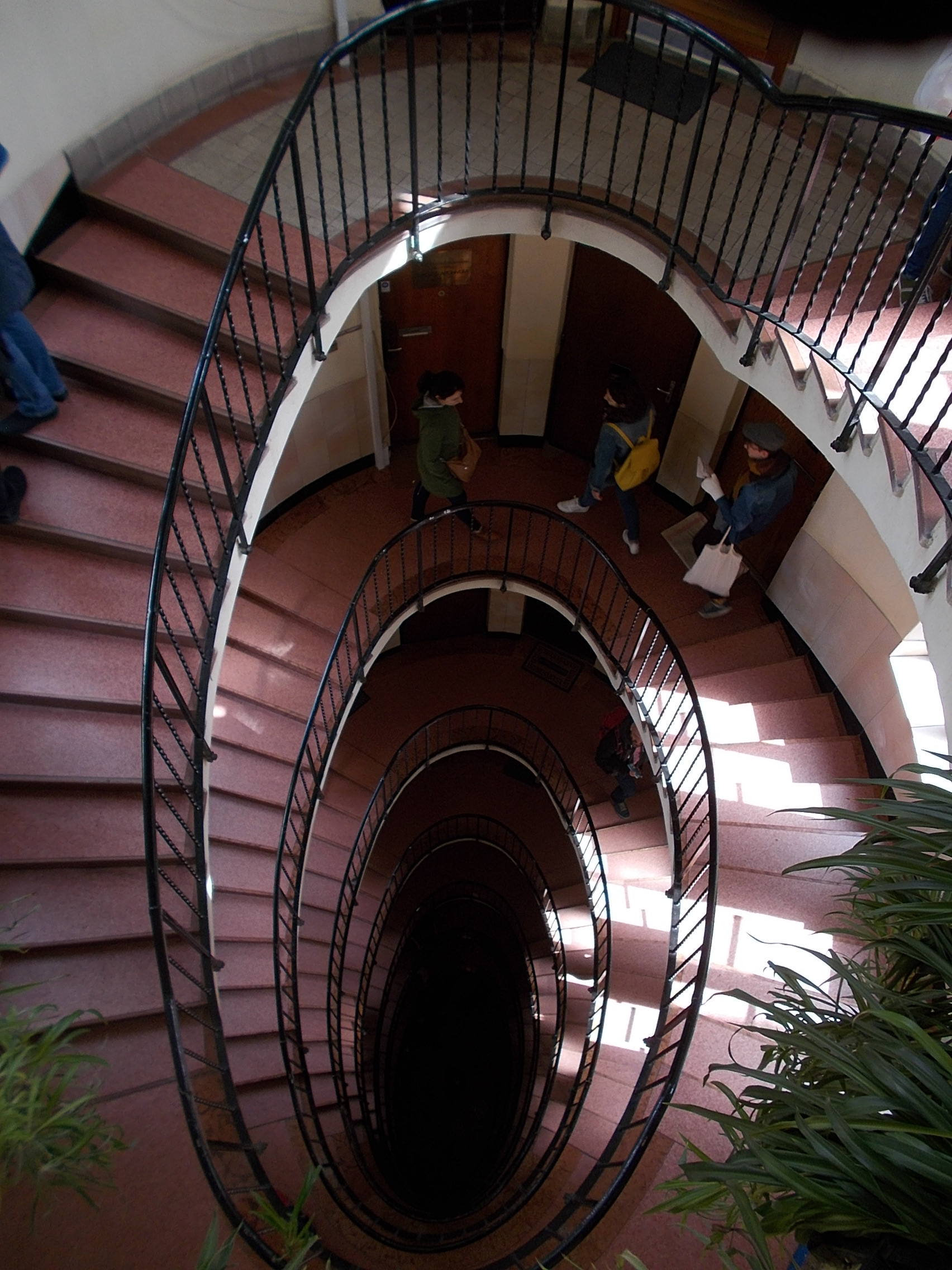
A Belgrád rakpart 2. sz. bérház lépcsőháza
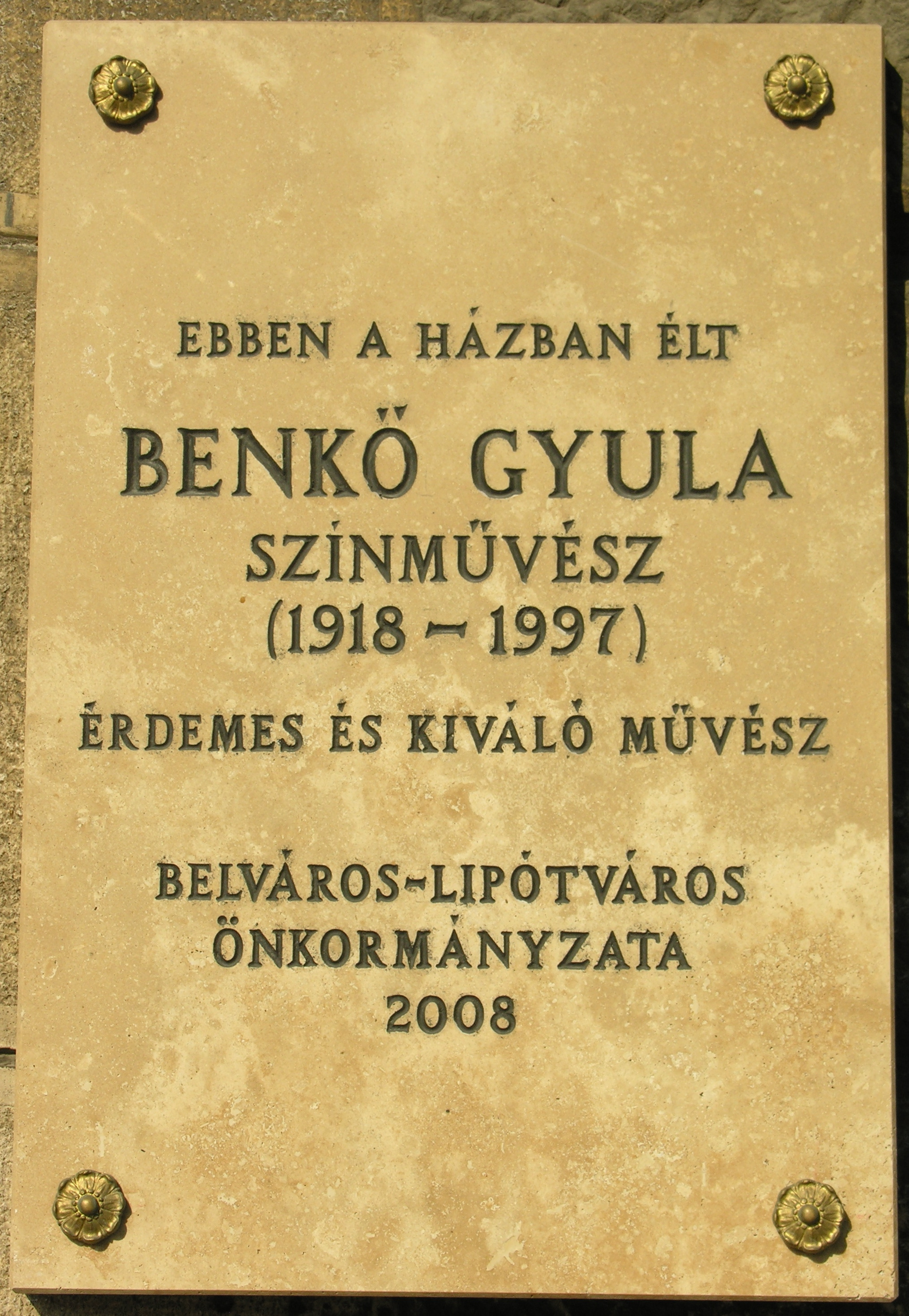
Benkő Gyula emléktáblája
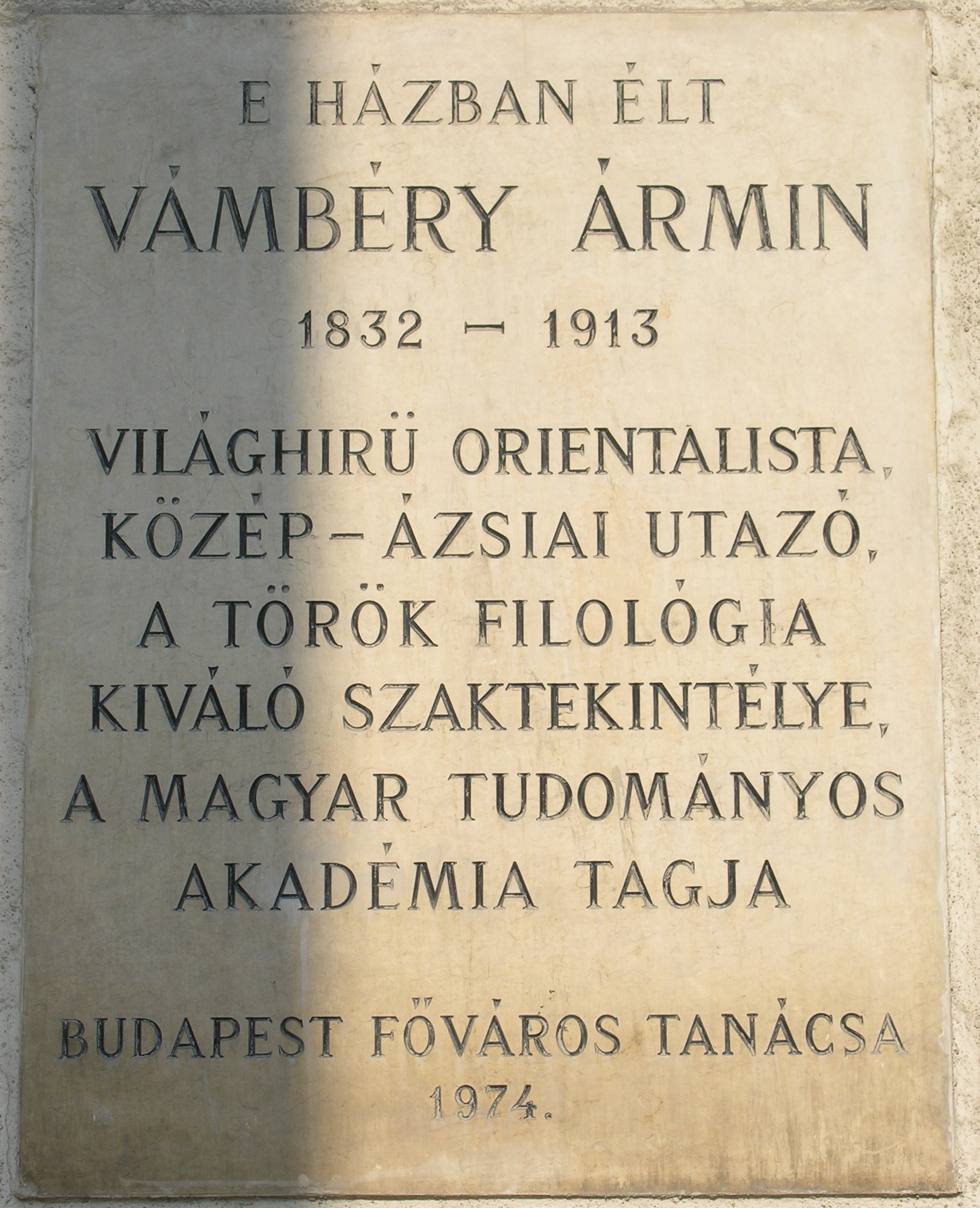
Vámbéry Ármin emléktáblája
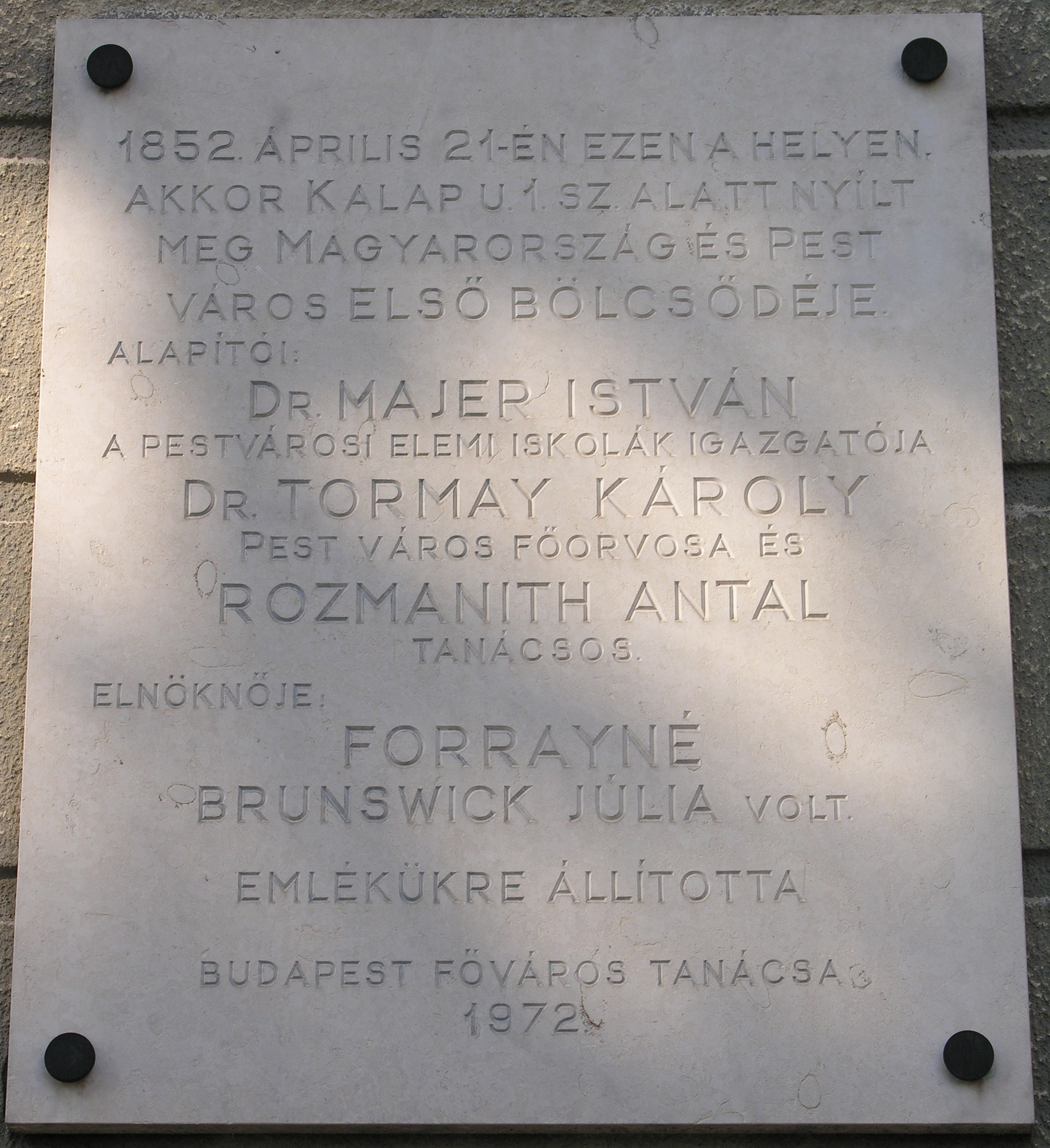
Pest első bölcsődéje